# Oroszország londoni nagykövetsége
Oroszország londoni nagykövetsége az Egyesült Királyság és Oroszország kapcsolatainak egyik kiemelt intézménye. Az első állandó diplomata 1706-ban, 319 éve érkezett a szigetországba. A nagykövetség Londonban, a Kensington palota kertje mellett, az azonos nevű utca (Kensington Palace Gardens) 6/7 szám alatt található.

## Története
I. Péter orosz cár 1697-98-as – a történészek által utóbb nagy követségnek elnevezett – európai körutazását követően 1706-ban nevezte ki az első állandó londoni diplomatáját, Andrej Matvejevet. Matvejev nevéhez fűződik egy brit jogszabálymódosítás is. Az orosz diplomata ugyanis 50 fontnyi adósságot halmozott fel, hitelezői pedig néhány haramiát bíztak meg azzal, hogy kicsikarják a pénzüket. Matvejevet a megbízás értelmében a nyílt utcán támadták meg az adósságbehajtók, ám a járókelők kimentették a diplomatát, aki azonban adósságai miatt mégis börtönbe került. Ez felháborította és tiltakozásra késztette a Londonban tartózkodó diplomatákat, akik végül elérték, hogy védelmüket jogszabályba foglalják. Ebből az 1709-ben hozott brit törvényből származik a szigetországban a mindmáig érvényes diplomáciai mentesség.
Szünetelt a diplomáciai kapcsolat – ennek megfelelően követ sem volt – az oroszok által aláírt tilsiti béke után 1807 és 1812 között, mikor az oroszok Anglia ellen fordultak, valamint a krími háború idején, 1854 és 1856 között. 1918 és 1924 között, az oroszországi polgárháború éveiben voltak ugyan követek, de a hazai zavaros helyzet miatt lényegében akkreditáció nélkül.
Az 1917-es októberi orosz forradalom sajátos helyzetet teremtett az orosz diplomáciai helyszíneken. Volt olyan diplomata, aki a forradalom kitörésének napján érkezett állomáshelyére, és ott értesült arról, hogy az őt akkreditáló kormányt megdöntötték. A londoni ügyvivő Konsztantin Dimitrijevics Nabokov volt, aki szintén 1917-ben érkezett, de már londoni állomáshelyén érte a forradalom híre. Ebben az időben az Orosz Birodalomnak hat nagykövetsége, több mint húsz alacsonyabb rangú képviselete és hatalmas konzuli hálózata volt a világban. A nagykövetek a forradalom hírét követően távirati úton tartották egymással a kapcsolatot, és november végén megalakították Párizsi székhellyel a Nagykövetek Tanácsát, amely az Orosz Birodalom diplomáciai hálózatának vezetőit foglalta magában. Fontosnak tartották, hogy a szövetségesek tanácskozásain képviselni tudják az orosz érdekeket, és mélyen meg voltak győződve arról, hogy a bolsevik forradalom napokon belül elbukik. Mindent elkövettek azért, hogy támogatást szerezzenek Kolcsak, Gyenyikin és Vrangel politikai és katonai erőfeszítéseinek. Az akkori évek politikai változásaiból következően hamarosan valamennyi vezető beosztású diplomata emigrálni kényszerült, ám a Nagykövetek Tanácsa még évekig működött formálisan emigráns ellenzéki szervezetként.
A Szovjetunió 1924-ben vette fel a diplomáciai kapcsolatokat az Nagy Britanniával, majd - átvéve az orosz követségi ingatlant - megnyitotta nagykövetségét a Chesham-házban. 1927. május 25-ig működött ott a képviselet, amikor a britek felfüggesztették a diplomáciai kapcsolatokat. 1929-ben a viszonyok normalizálásával új épületet kerestek a szovjet követség számára. Ekkor költöztek mai helyükre, a Kensington Palace Gardensbe. 1991-ben a brit és az orosz kormányok között egy sajátos megállapodás jött létre: az oroszok fél évenként 1 font sterlinget fizetnek az ingatlan bérleti díjaként, míg a britek a moszkvai nagykövetségük épületének bérléséért 1 orosz rubelt adnak. A nagykövetség több épületben működik a Kensington Palace Gardensben: maga a diplomáciai képviselet a 6/7, a konzulátus az 5., míg a nagyköveti rezidencia a 13. szám alatt van.

## A diplomaták létszáma
A londoni szovjet, majd orosz nagykövetségről a brit hatóságok számos alkalommal utasítottak ki diplomatákat, persona non gratának nyilvánítva őket, általában kémkedés vádjával. 1971-ben egyszerre 105 diplomáciai státusban lévő szovjet személyt utasítottak ki. Ezeket a lépéseket minden esetben hasonló intézkedés követte Moszkvában.[forrás?]
2022-ben 35 orosz diplomata teljesített szolgálatot a londoni orosz nagykövetségen.